# Joram (roi de Juda)
Pour les articles homonymes, voir Joram.
Selon la Bible, Joram (en hébreu יְהוֹרָם (Yehôrām), en grec ᾿Ιωρὰμ (Iôram), en latin Ioram), fils de Josaphat, est roi de Juda durant 8 ans, au milieu du IXe siècle av. J.-C. La Bible le présente comme un roi impie.
Il ne doit pas être confondu avec son proche parent Joram, roi d'Israël, les deux ayant régné en même temps.

## Biographie
La seule source explicite dont on dispose sur Joram est la Bible, mais son nom semble avoir été mentionné sur une partie perdue de la stèle de Tel Dan, comme père d'Ochozias.
Sous le règne de son père Josaphat, son mariage avec Athalie, fille d'Achab et de Jézabel (souverains d’Israël), concrétisa l'alliance avec le royaume d'Israël. Il devint roi à l'âge de 32 ans, et, selon certains auteurs (E. R. Thiele, par exemple), il régna avec son père durant cinq ans, avant de lui succéder. 
Joram assassina ses six frères cadets « et quelques-uns aussi des chefs d'Israël ». La Bible le décrit comme un roi impie, suivant dans le culte idolâtre de Baal sa femme et la famille de cette dernière. Il entraîna son peuple dans l'idolâtrie, réinstalla en Juda les hauts lieux que son père avait détruits, et « poussa les habitants de Jérusalem à la prostitution »,.
Sous son règne, la Bible mentionne une révolte victorieuse d'Édom et d'une ville appelée Livna, qui s'affranchirent ainsi de la domination judéenne. Alors qu'il marchait contre Edom, Joram fut en effet abandonné par ses soldats. Le Chroniste voit dans ce revers une conséquence de l'impiété de Joram.
Selon le Chroniste, le prophète Élie lui annonça qu'en punition de ses crimes, de son impiété et de sa politique religieuse, un grand désastre s'abattrait sur son peuple et ses proches, et que lui-même périrait d'un mal horrible. 
Le Chroniste attribue à la colère du Seigneur une invasion de Philistins et d'« Arabes qui sont dans le voisinage des Éthiopiens » du royaume de Juda. Ces envahisseurs tuèrent les fils de Joram, sauf Ochozias, le plus jeune, qui lui succédera. Il s'agit là du désastre annoncé par Élie. 
Finalement, Joram souffrit d'une « maladie d'entrailles » dont il « mourut dans de violentes souffrances ».
Outre Ochozias, une fille de Joram, Josheba, survécut aussi à son père. Épouse du prêtre Joïada, elle sauvera la dynastie judéenne en protégeant son neveu Joas, petit-fils de Joram, de l'extermination ordonnée par Athalie après la mort d'Ochozias.

## Arbre généalogique
- Joram, fils de Josaphat, marié avec Athalie
  - Josheba, fille de Joram, mariée au grand prêtre Joïada
    - Zacharie, fils de Joïada et de Josheba, tué par lapidation sur l'ordre de son cousin Joas

  - Ochozias, fils de joram et d'Athalie
    - Joas, né à Jérusalem, fils d'Ochozias et de Tsibya (en)
      - Amasias, fils de Joas et de Joaddan

## Chronologie
Comme de nombreuses dates concernant les personnages bibliques de cette époque, celles-ci sont approximatives, et peuvent faire l'objet de débats entre exégètes.
Joram aurait régné de -849 à -842 (Albright), de -853 à -841 (Thiele), ou de -851 à -843 (Galil).
Joram règne avec son père de -853 à -848 selon Thiele, de -851 à -846 selon Galil.
Thiele a émis et argumenté une hypothèse selon laquelle, pour le règne de Joram, le royaume de Juda adopta la méthode de calcul de durée de règne dite « de l'année de non-accession ». Selon ce mode de calcul, la première année partielle de règne est comptée comme la première année de règne. Selon lui, la cause de l'adoption en Juda de cette méthode de calcul, déjà utilisée en Israël depuis le schisme, réside certainement dans l'alliance conclue entre Juda et Israël lors du mariage de Joram et d'Athalie. Cette règle de calcul sera utilisée en Juda jusqu'au règne de Joas. 
Thiele base sa théorie sur une comparaison attentive des données chronologiques fournies par la Bible, mais les textes bibliques ne mentionnant explicitement ni l'utilisation de telle ou telle méthode, ni un quelconque changement de méthode de calcul, cette théorie a fait l'objet de nombreuses critiques considérant comme arbitraire le fait d'envisager l'utilisation de telle ou telle méthode pour un roi donné. Néanmoins, il semble que l'arbitraire, en la matière, soit le fait des souverains antiques eux-mêmes. Ainsi, l'étude des rapports officiels de Teglath-Phalasar III montre qu'il passa arbitrairement d'une méthode à l'autre, sans que ce souverain ne laisse à la postérité de rapport expliquant quelle méthode il utilisait, ou affirmant qu'il changeait de méthode.